# Robert A. Frosch
Robert Alan Frosch (né le 22 mai 1928 et mort le 30 décembre 2020), est un physicien théoricien américain qui a été le cinquième administrateur de la NASA de 1977 à 1981 durant l'administration Carter.

## Biographie
Né à New York, Frosch a été formé dans le système scolaire public dans le Bronx. Il a obtenu plusieurs diplômes de premier et deuxième cycles en physique théorique à l'université Columbia.
De septembre 1951 à août 1963, Frosch a travaillé comme chercheur et directeur des programmes de recherche aux Hudson Laboratories de l'université Columbia à Dobbs Ferry, une organisation sous contrat avec l'Office of Naval Research. Jusqu'en 1953, il a travaillé sur des sujets liés aux sons sous-marins, au sonar, à l'océanographie, à la géologie marine, et à la géophysique marine.
En septembre 1963, Frosch a déménagé à Washington pour travailler à l'Advanced Research Projects Agency (ARPA) au sein du département de la Défense, avec le titre de Director for Nuclear Test Detection (projet VELA (en)), puis en tant que directeur adjoint de l'Advanced Research Projects Agency, partageant la responsabilité de gérer un programme de recherche et développement d'un budget annuel de 270 millions de dollars. En juillet 1966 il est devenu secrétaire adjoint à la Marine chargé de la recherche et du développement, à la tête de tous les programmes de recherche, de développement, d'ingénierie, d'essais et d'évaluation de la Marine, pour un budget annuel moyen de 2,5 milliards de dollars. De janvier 1973 à juillet 1975, Frosch a été directeur exécutif adjoint du Programme des Nations unies pour l'environnement. Sous le titre de secrétaire général adjoint des Nations unies, il a été responsable de programmes importants des Nations unies, ainsi que d'autres opérations internationales en lien avec les sujets d'environnement.

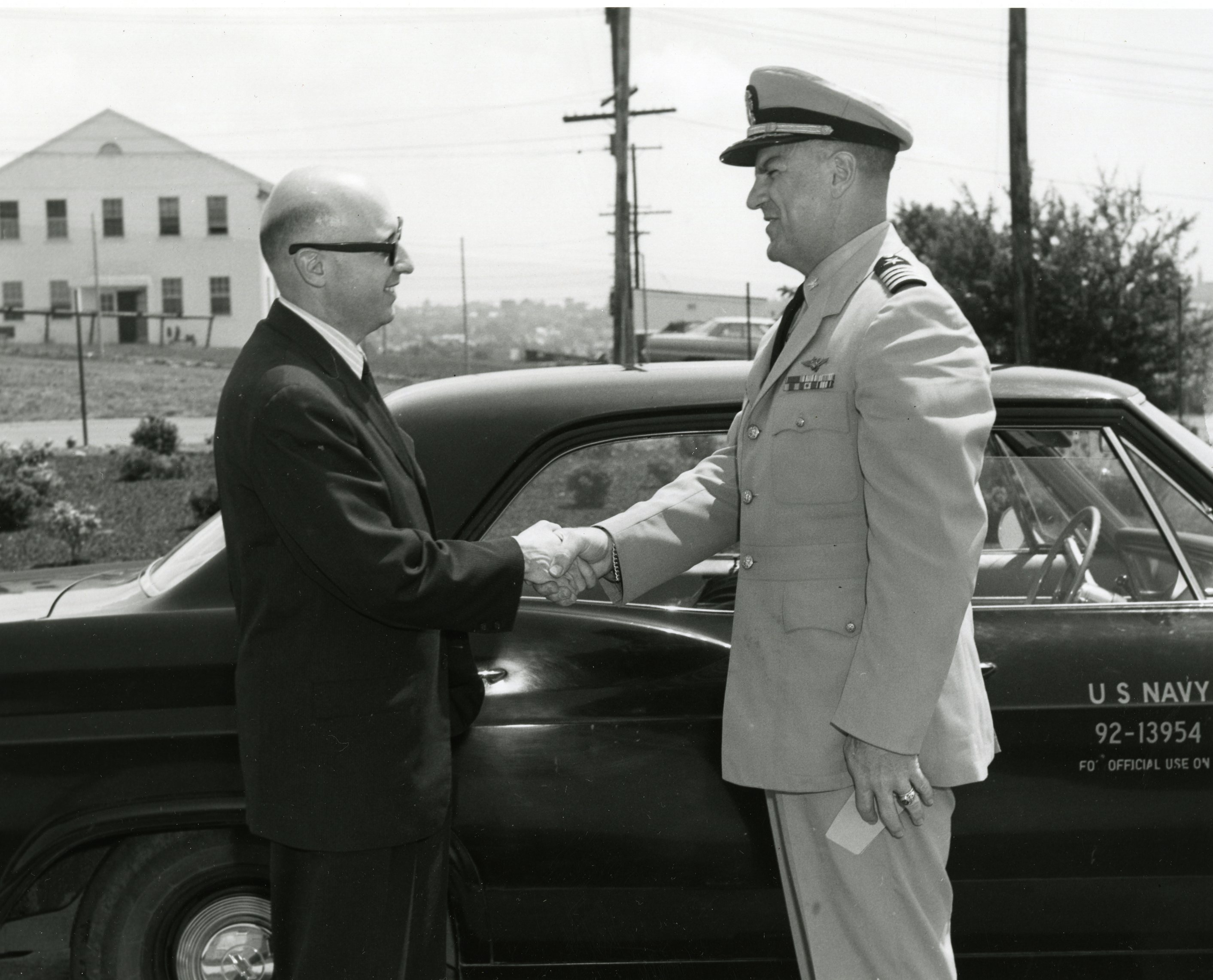
Le secrétaire adjoint à la Marine chargé de la recherche et du développement rencontre le commandant de la Naval Undersea Warfare Station.

Lorsqu'il était à la NASA, Frosch était chargé de prévoir la poursuite de l'effort de développement du programme de la navette spatiale. Le projet a alors entrepris des essais sur la première sonde orbitale, Enterprise, au Dryden Flight Research Center de la NASA en Californie du Sud.
Il a été nommé international fellow de la Royal Academy of Engineering en 1989.
Frosch a quitté la NASA lors du changement d'administration en janvier 1981 pour devenir vice-président chargé de la recherche au laboratoire de recherche de General Motors. En 1985, il a reçu le prix Maurice-Holland (en) de l'Institut de recherche industrielle pour un article publié dans le journal de l'IRI, Research Management (en). En 1996, sa gestion chez General Motors fut à nouveau reconnue par l'IRI qui lui remit la médaille éponyme. Il est toujours actif dans les domaines scientifique et technique ; il est actuellement (2/2006) Senior Research Fellow à la John F. Kennedy School of Government de l'université Harvard, et guest investigator à l'Institut océanographique de Woods Hole.